# Carlos Saldías
Carlos Pascual Saldías (ur. 25 lutego 1939 w San Nicolás de los Arroyos, zm. 17 stycznia 2005) – argentyński piłkarz, grający podczas kariery na pozycji bramkarza.

## Kariera klubowa
Carlos Saldías podczas kariery występował w stołecznych klubach Sacachispas i All Boys.

## Kariera reprezentacyjna
Saldías występował w olimpijskiej reprezentacji Argentyny. W 1959 uczestniczył w Igrzyskach Panamerykańskich, na których Argentyna zdobyła złoty medal. Na turnieju w Chicago Saldías wystąpił w meczach z USA, Meksykiem, Kostaryką, Kubą i Brazylią. W 1960 uczestniczył w Igrzyskach Olimpijskich. Na turnieju w Rzymie był rezerwowym i nie wystąpił w żadnym meczu.